# Compte à terme
Pour les articles homonymes, voir CAT et DAT.
Un compte à terme (CAT), ou dépôt à terme (DAT) (en anglais time deposit, term deposit, Certificate of deposit (CD) aux États-Unis ou Guaranteed investment certificate au Canada), est un produit d'épargne pour les particuliers et pour les entreprises qui permet de placer des fonds pour une durée déterminée, avec une rémunération fixe et connue à l'avance. En contrepartie, le taux d'intérêt associé est généralement plus élevé que pour un dépôt à vue où la somme peut être retirée à n'importe quel moment.

## France
En France, les contrats d'un compte à terme (CAT) comprennent quelques mentions à minima :
- montant du dépôt minimum et maximum.
- durée du contrat et son terme.
- le taux de rémunération, son mode de calcul, par périodes ou à l'échéance.
- pénalités en cas de retrait des fonds avant l'échéance prévue (anticipé).
- conditions de renouvellement du contrat à l'échéance.

La fiscalité Française assise sur la rémunération du CAT est différentiée selon l'échéance de leur versement. Si les intérêts tombent annuellement, la fiscalité sera de 24 % (2023). Elle diminuera à 10 % s'ils sont versés au terme du CAT.